# Ardisia premontana
Ardisia premontana é uma espécie de planta da família Myrsinaceae. É encontrada no Equador e no Peru.